# Júlio César Czarneski
Júlio César Czarneski (Araucária, 12 agosto 1994) è un calciatore brasiliano, attaccante del São Luiz.

## Caratteristiche tecniche
È una seconda punta.

## Carriera

### Club
Cresciuto nel settore giovanile del Paraná, ha esordito in prima squadra il 3 marzo 2013 in occasione del match del Campionato Paranaense perso 2-1 contro il Paranavaí.